# Bletia riparia
Bletia riparia är en orkidéart som beskrevs av Victoria Sosa och Palestina. Bletia riparia ingår i släktet Bletia och familjen orkidéer. Inga underarter finns listade i Catalogue of Life.